# Sofre natiu
El sofre és un mineral de la classe dels elements natius, que pertany al grup del sofre. El nom prové de l'anglès, introduït cap al 1390; també es coneixia com a brimstone. Theophrastus (300 aC) va escriure μαλώδης referint-se al sofre. Caley i Richards (1956) van fer una anàlisi i traducció de Περι Λιθον (Peri Lithon) i van suggerir que μηλώδης podia significar groc codony. És un polimorf de la rosickýita i del sofre-β.

## Classificació
El sofre es troba classificat en el grup 1.CC.05 segons la classificació de Nickel-Strunz (1 per a Elements natius; C per a Metal·loides i no metalls i C per a Sofre-seleni-iode; el nombre 05 correspon a la posició del mineral dins del grup). En aquesta classificació comparteix grup amb la rosickýita, el seleni i el tel·luri. En la classificació de Dana el mineral es troba al grup 1.3.5.1 (1 per a Elements natius i aliatges i 3 per a Semi metalls i no metalls; 2 i 2 corresponen a la posició del mineral dins del grup). Dins la classificació de Dana comparteix grup amb la rosickýita.

## Característiques
El sofre és un mineral de fórmula química S₈. Cristal·litza en el sistema ortoròmbic. La seva duresa a l'escala de Mohs és 1,5 a 2,5.
Els cristalls són normalment piràmides biacabades de color groc o groc marronós; els cristalls tabulars i disfenoïdals són menys comuns. A vegades també es troba com a pols groga tot recobrint altres superfícies.
Comportament tèrmic
El seu punt de fusió és de 113 graus centígrads; a conseqüència d'això, el sofre presenta fàcilment combustió, tot produint una flama blava.

## Formació i jaciments
El sofre natiu es forma típicament en ambients amb activitat volcànica, com a sublimat dels gasos volcànics i se sol trobar associat al realgar, el cinabri i altres minerals. També es troba en vetes i com a producte d'alteració d'alguns minerals sulfurs. També pot ésser format biogènicament. S'ha descrit en tots els continents. L'estiu de 2024 el rover Curiosity va trobar cristalls de sofre a la superfície del planeta Mart, concretament a Gediz Vallis, de manera completament inesperada.
Als territoris de parla catalana ha estat descrita, per exemple, a la galeria de la Font del Metge de la mina Maria Magdalena (Ulldemolins, Tarragona).